# Hans von der Groeben

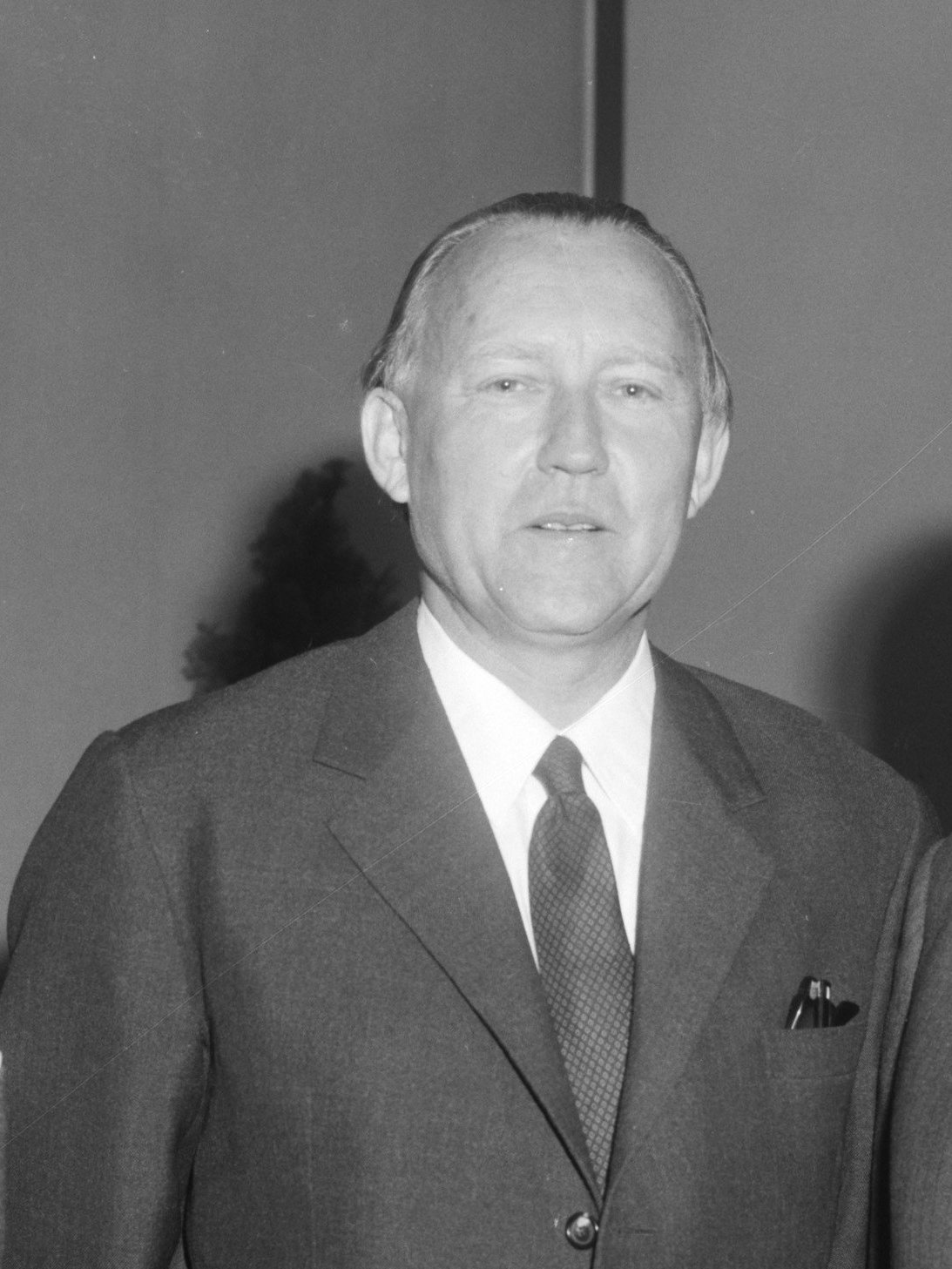
Hans von der Groeben (1965)

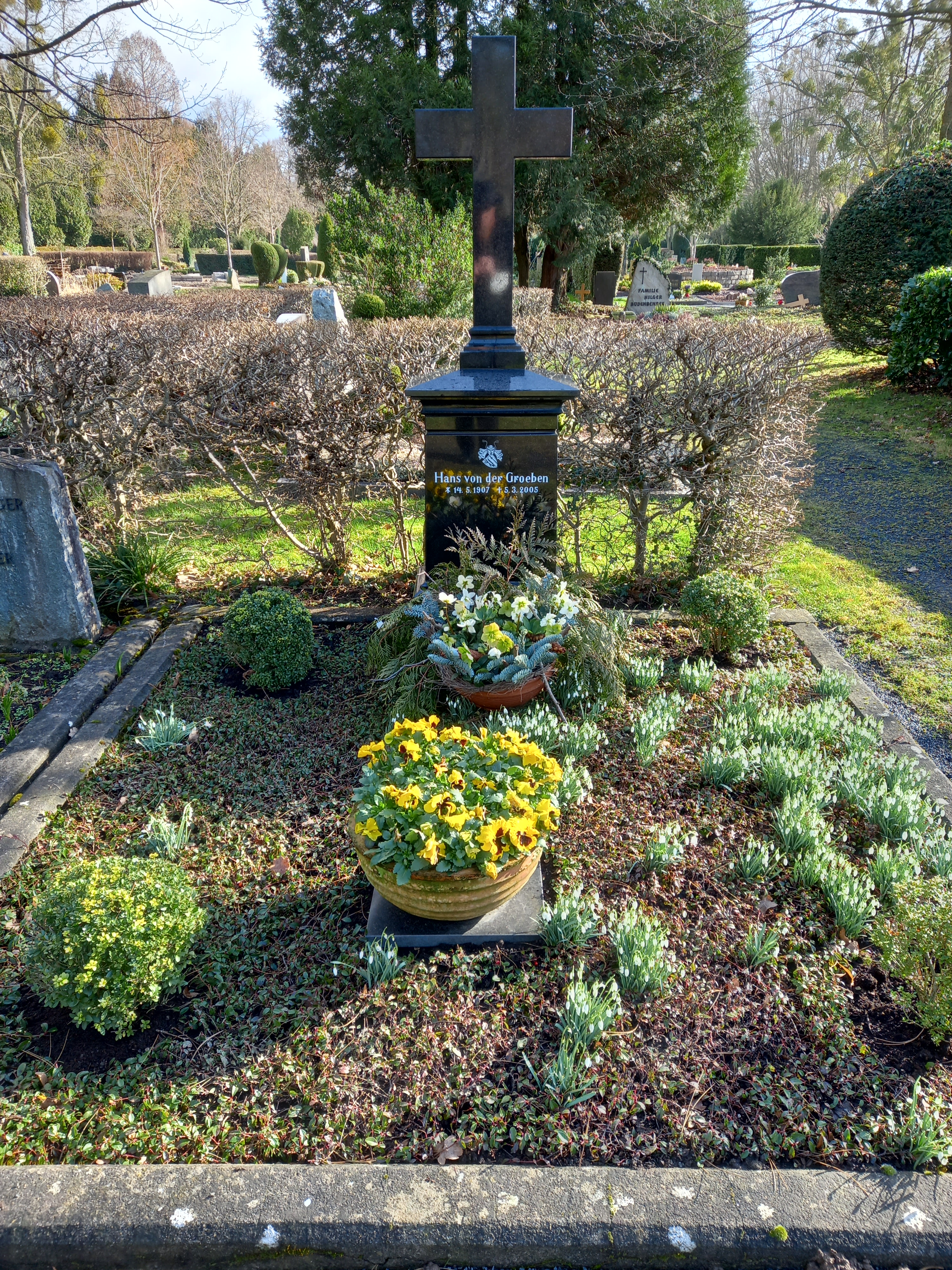
Das Grab von Hans von der Groeben auf dem Zentralfriedhof Bad Godesberg in Bonn

Hans Georg Max Joachim von der Groeben (* 14. Mai 1907 in Langheim, Kreis Rastenburg; † 6. März 2005 in Rheinbach) war ein deutscher Diplomat, Rechtswissenschaftler und Publizist und von 1958 bis 1970 EWG-Kommissar.

## Leben

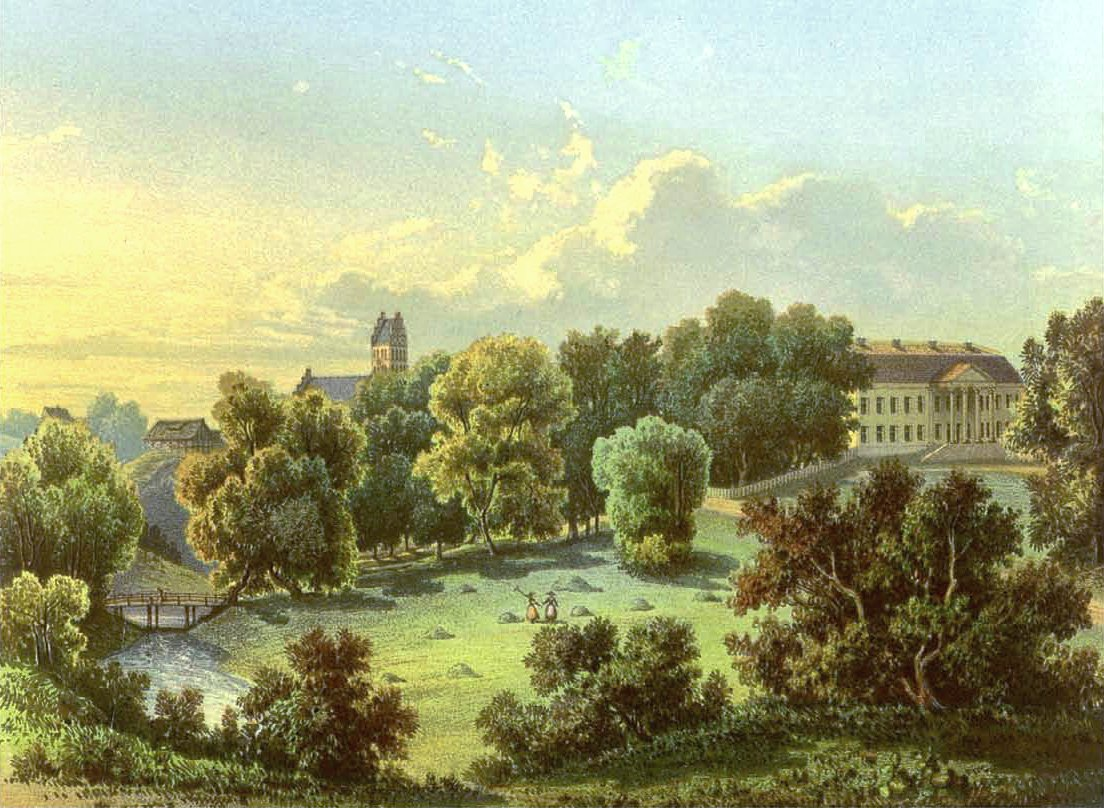
Schloss Langheim um 1860, Sammlung Alexander Duncker

Hans von der Groeben war der Sohn des ostpreußischen Gutsbesitzers Georg von der Groeben und dessen Ehefrau Eva von Mirbach. Sein älterer Bruder Klaus von der Groeben wurde Verwaltungsjurist. Hans besuchte Gymnasien in Königsberg und in der ostpreußischen Stadt Reszel. Nach dem Abitur im Jahr 1925 war er zunächst Praktikant bei Siemens-Schuckert und studierte dann zwei Semester an der Technischen Hochschule Charlottenburg Elektrotechnik und Betriebswirtschaft. Schließlich nahm er ein Studium der Rechtswissenschaften und Volkswirtschaftslehre an der Universität Bonn und der Universität Göttingen auf. Während des Studiums wurde er Mitglied der Göttinger Gesellschaft, einer nicht-farbentragenden Studentenverbindung. Nach der großen juristischen Staatsprüfung trat er als Oberregierungsrat 1933 in das Reichsernährungsministerium ein, wo er 1937 die Leitung des Referats für das Kredit- und Genossenschaftswesen übernahm, zuletzt als Oberregierungsrat. Ebenfalls im Jahr 1937 trat er der NSDAP bei (Mitgliedsnummer 7.041.828). 1941 wurde er stellvertretender Kommissar der Reichsregierung bei der Deutschen Rentenbank-Kreditanstalt.
Von Ende 1939 und von 1942 bis 1945 diente er in der Wehrmacht, zuletzt als Oberleutnant der Reserve. Zugleich arbeitete von der Groeben während des Krieges als Ministerialbeamter im Reichsernährungsministerium, das unter der Leitung von Walther Darré stand. Nach dem Sturz von Darré im Mai 1942 wurde Herbert Backe dessen kommissarischer Nachfolger, woraufhin er von der Groeben absetzte und Fritz-Dietlof von der Schulenburg, ein Mann des aktiven Widerstandes gegen Adolf Hitler, sein Amt übernahm. Noch im Sommer 1942 wurde von der Groeben erneut einberufen und im Herbst des Jahres nach Südfrankreich versetzt; sein letzter Dienstgrad war Oberleutnant der Reserve. Während dieser Zeit blieb von der Groeben in Kontakt mit Schulenburg und war auch über dessen Widerstandspläne unterrichtet. Im Frühjahr 1944 versuchte er in Avignon zusammen mit Heeresrichter Karl Sack General Georg von Sodenstern für den Umsturz zu gewinnen. Sack, der als Folge des Attentat vom 20. Juli 1944 im April 1945 im KZ Flossenbürg hingerichtet wurde, und von Sodenstern verrieten ihn offenkundig nicht. Eine Verfolgung durch die Gestapo blieb aus.
Nach dem Krieg wurde er als Regierungsdirektor im Finanzministerium von Niedersachsen tätig. Bundeswirtschaftsminister Ludwig Erhard warb ihn dort ab und übertrug ihm die Leitung der Unterabteilung „Schuman-Plan“. Seit 1953 vertrat der Ministerialdirigent die Bundesregierung auch im Koordinierungsausschuss der Montan-Union.
Er zählt zu den Vätern der Europäischen Wirtschaftsgemeinschaft (EWG). Groeben gehörte zu den Verfassern des für die Gründung und Struktur der EWG maßgeblichen „Spaak-Berichts“. Als Vorsitzender des Ausschusses „Gemeinsamer Markt“ war er auf der Regierungskonferenz in Brüssel 1956 tätig. Hauptsächlich sorgte er dafür, dass die EWG einen vertraglich festgelegten marktwirtschaftlichen Ordnungsrahmen erhielt.
Als die Römischen Verträge am 1. Januar 1958 in Kraft traten, entsandte ihn Bundeskanzler Konrad Adenauer als zweites Mitglied aus der Bundesrepublik – neben Kommissionspräsident Walter Hallstein – in die neue EWG-Kommission nach Brüssel, und zwar mit den oft und gern zitierten hellsichtigen Worten: „Helfen Sie, schnell zu Resultaten zu kommen. Nach 30 Jahren fängt alles wieder an“.
Als Verantwortlicher für die Wettbewerbspolitik setzte von der Groeben Marksteine für das europäische Kartellrecht, für die Einführung des Mehrwertsteuersystems sowie insgesamt für die Angleichung der Steuersysteme und für das europäische Gemeinschaftspatent. Das im Dezember 1961 verabschiedete europäische Kartellrecht geht in erster Linie auf seine Bemühungen zurück, das französische und das deutsche Kartellrecht zu vereinen. 1967 erhielt er die Ehrendoktorwürde der Universität Frankfurt am Main. Nach seinem Ausscheiden aus der Kommission 1970 beriet er die CDU in Fragen der europäischen Politik und betätigte sich rege als Wissenschaftler und Publizist. 1987 erhielt er den Jean-Monnet-Preis der Johann-Wolfgang-von-Goethe-Stiftung in Basel.
1934 heiratete er Gunhild von Rosenberg. Aus der Ehe gingen drei Kinder hervor. Nach der Scheidung von seiner ersten Frau heiratete er 1974 Ilse Freiin von und zu Gilsa.

## Auszeichnungen
- 1967: Großes Verdienstkreuz mit Stern und Schulterband
- 1982: Großes Silbernes Ehrenzeichen mit dem Stern für Verdienste um die Republik Österreich[3]

## Werke
- Europa. Plan und Wirklichkeit. Reden – Berichte – Aufsätze zur europäischen Politik, 1967
- Die europäische Wirtschaftsgemeinschaft als Motor der gesellschaftlichen und politischen Integration, Vorträge und Aufsätze des Walter Eucken Instituts, 25. 1970
- Ziele und Methoden der europäischen Integration, Bericht über eine Arbeitsgemeinschaft im Zentrum für interdisziplinäre Forschung der Universität Bielefeld. Frankfurt, 1972, mit Ernst-Joachim Mestmäcker (Hrsg.)
- Verfassung oder Technokratie für Europa, 1974
- Kommentar zum EWG-Vertrag, 2., neubearb. Auflage, 2 Bände, 1974, mit Hans von Boeckh und Jochen Thiesing (Hrsg.)
- Möglichkeiten und Grenzen der Europäischen Union mit Hans Möller, 1976–1980
- Geschichte des Deutschen Landkreistages, mit Hans-Jürgen von der Heide, 1981
- Combat pour l’Europe. La construction de la Communauté européenne de 1958 à 1966, 1984
- Die Europäische Gemeinschaft und die Herausforderungen unserer Zeit. - Aufsätze und Reden 1967–1987, 1987, ISBN 3-7890-1406-0.
- Kommentar zum Vertrag über die Europäische Union und Vertrag zur Gründung der Europäischen Gemeinschaft, 6. Auflage, 4 Bände, 2003, mit Jürgen Schwarze (Hrsg.), ISBN 3-7890-8292-9.
- Vertrag über die Europäische Union von Maastricht mit Schlußfolgerungen des Europäischen Rates von Lissabon, mit Vorwort von Jacques Delors, Anlage zum Kommentar zum EWG-Vertrag, mit Jochen Thiesing und Claus-Dieter Ehlermann, 1992
- Deutschland und Europa in einem unruhigen Jahrhundert. Erlebnisse und Betrachtungen, 1995